# Haus des Glockenspiels
La Haus des Glockenspiels (letteralmente "casa dei carillon") è un edificio situato a Brema, nel nord della Germania. Con le sue 30 campane di porcellana di Meissen, il carillon (Glockenspiel) suona tre volte al giorno, mentre dei pannelli di legno raffiguranti pionieri della navigazione e aviatori appaiono su un meccanismo rotante all'interno della torre.

## Storia

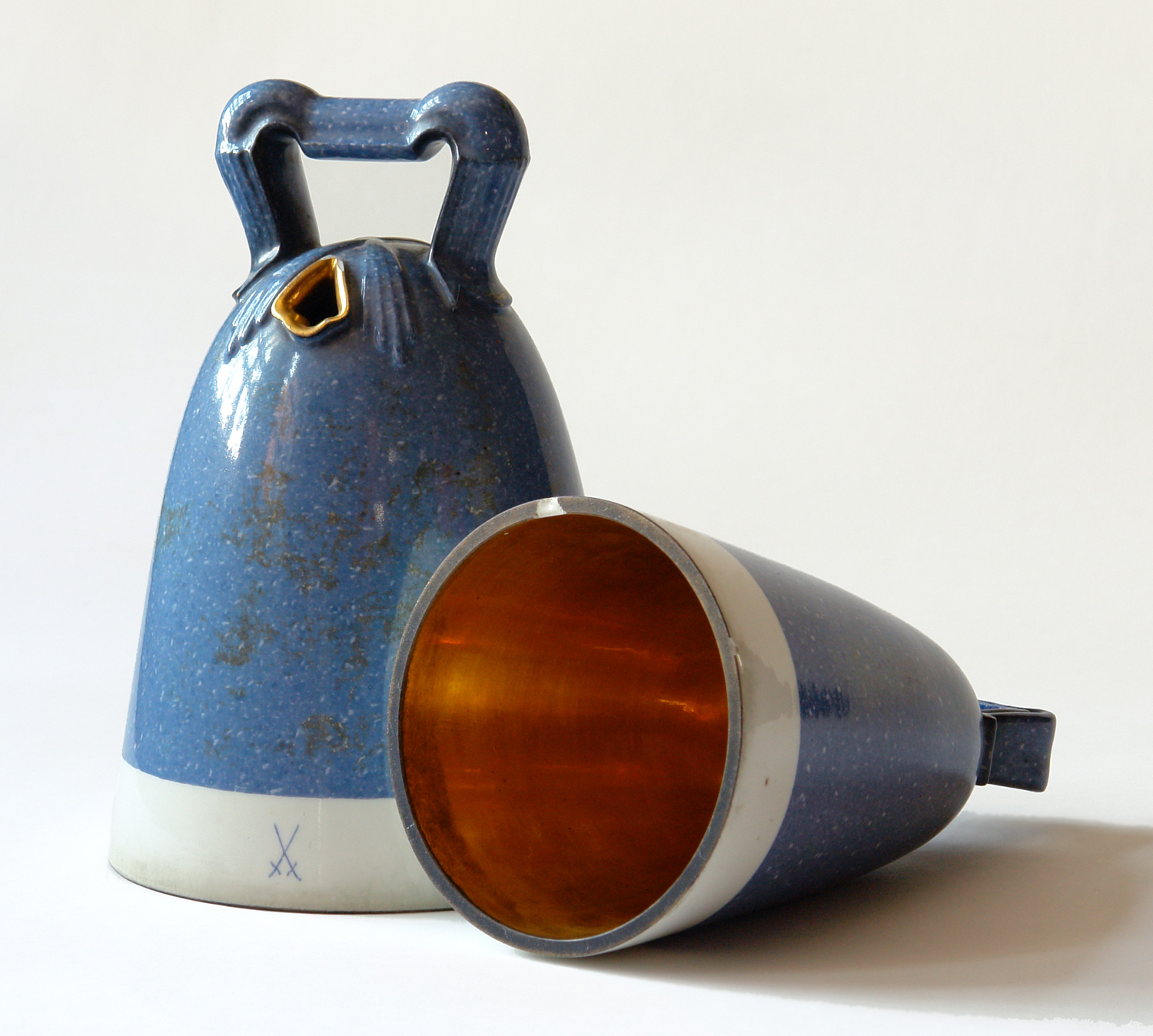
Campanelli blu (1934) in mostra nella casa.

L'edificio che ospita il meccanismo si trova al n° 4 di Böttcherstraße nel quartiere della città vecchia di Brema. Nel 1922, i due vecchi magazzini che un tempo sorgevano lì furono convertiti in un nuovo edificio per uffici per la Bremen America Bank, costruito dal commerciante di caffè Ludwig Roselius e progettato dagli architetti di Brema Eduard Scotland e Alfred Runge. Le facciate a due falde in mattoni rossi dei n° 4-5 furono costruite in stile neorinascimentale. Roselius è noto oggi come un imprenditore di successo che inventò e fu il primo a commercializzare il caffè decaffeinato.
Il carillon di 30 campane di porcellana Meissner alloggiate tra i frontoni fu aggiunto nel 1934, mantenendo una tradizione medievale. Inizialmente, le campane erano dipinte di blu all'esterno e d'oro all'interno. Mentre il carillon suonava, 10 pannelli di legno colorati apparivano mentre ruotavano all'interno della torre. I rilievi di famosi marinai e aviatori includono Cristoforo Colombo, Hermann Köhl, Charles Lindbergh, il conte Zeppelin ed Ehrenfried Günther Freiherr von Hünefeld. I pannelli furono progettati da Bernhard Hoetger e realizzati da Zdzislaus Victor Kopytko. Il Partito Nazionalsocialista considerava degenerato il lavoro espressionista di Hoetger, ma nel 1937 elencò comunque la Böttcherstraße per la protezione del patrimonio culturale come esempio di arte degenerata.
Nel 1944 l'edificio subì gravi danni a causa di un incendio. Il carillon fu sostituito, questa volta con campane di porcellana bianca. I pannelli sopravvissero indenni alla seconda guerra mondiale e furono restaurati nel 1991, insieme al carillon, che ricevette un nuovo set di campane bianche.

## Tempi di rintocco
Il carillon suona tre volte al giorno da gennaio a marzo alle 12:00, alle 15:00 e alle 18:00. Il resto dell'anno, suona ogni ora dalle 12:00 alle 18:00. Le campane suonano per circa 8:30 minuti.

## I pannelli
I 10 pannelli che ruotano all'interno della torre mentre il carillon suona raffigurano famosi marinai e aviatori, di cui:

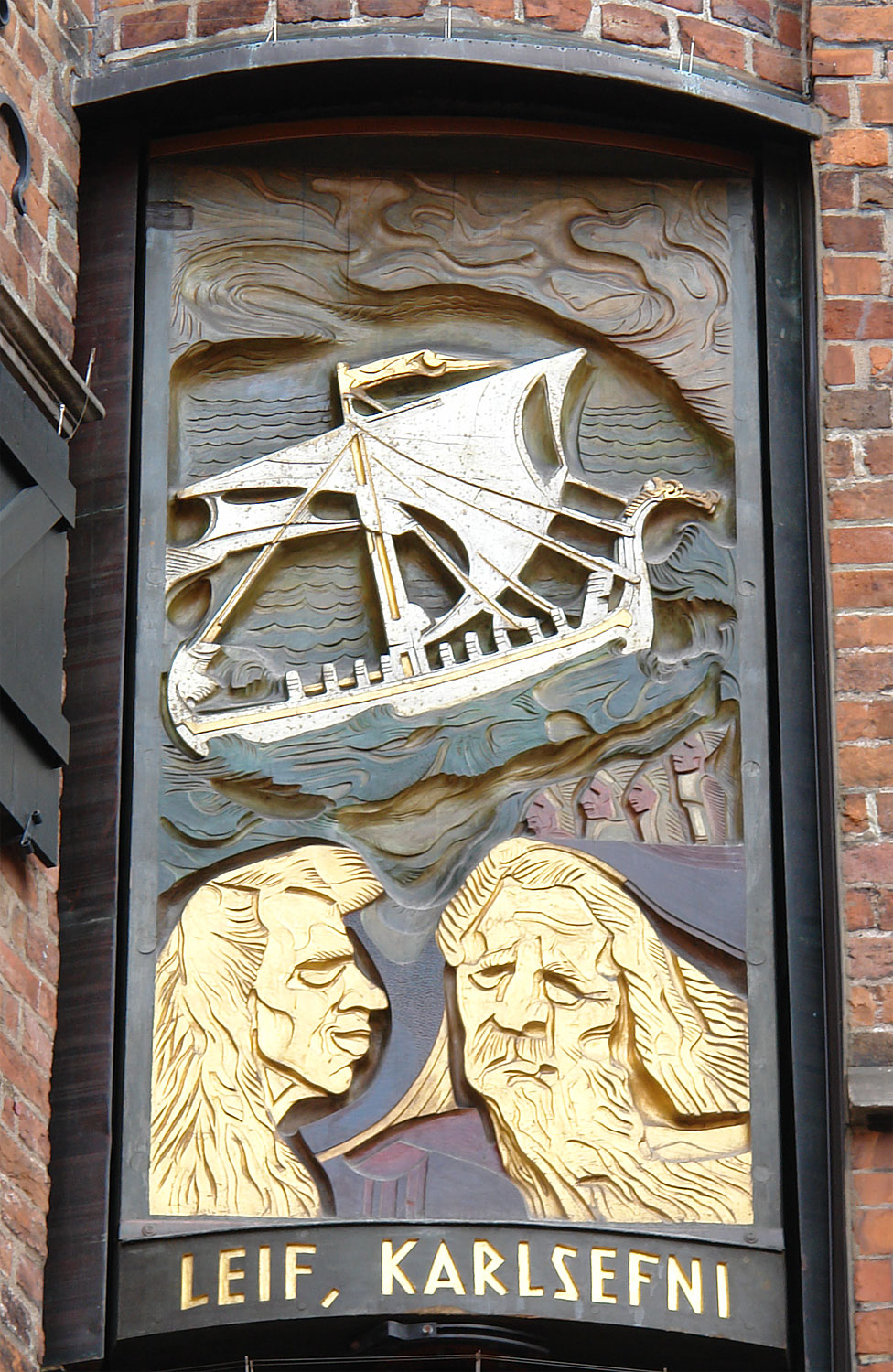
Leif, Karlsefni
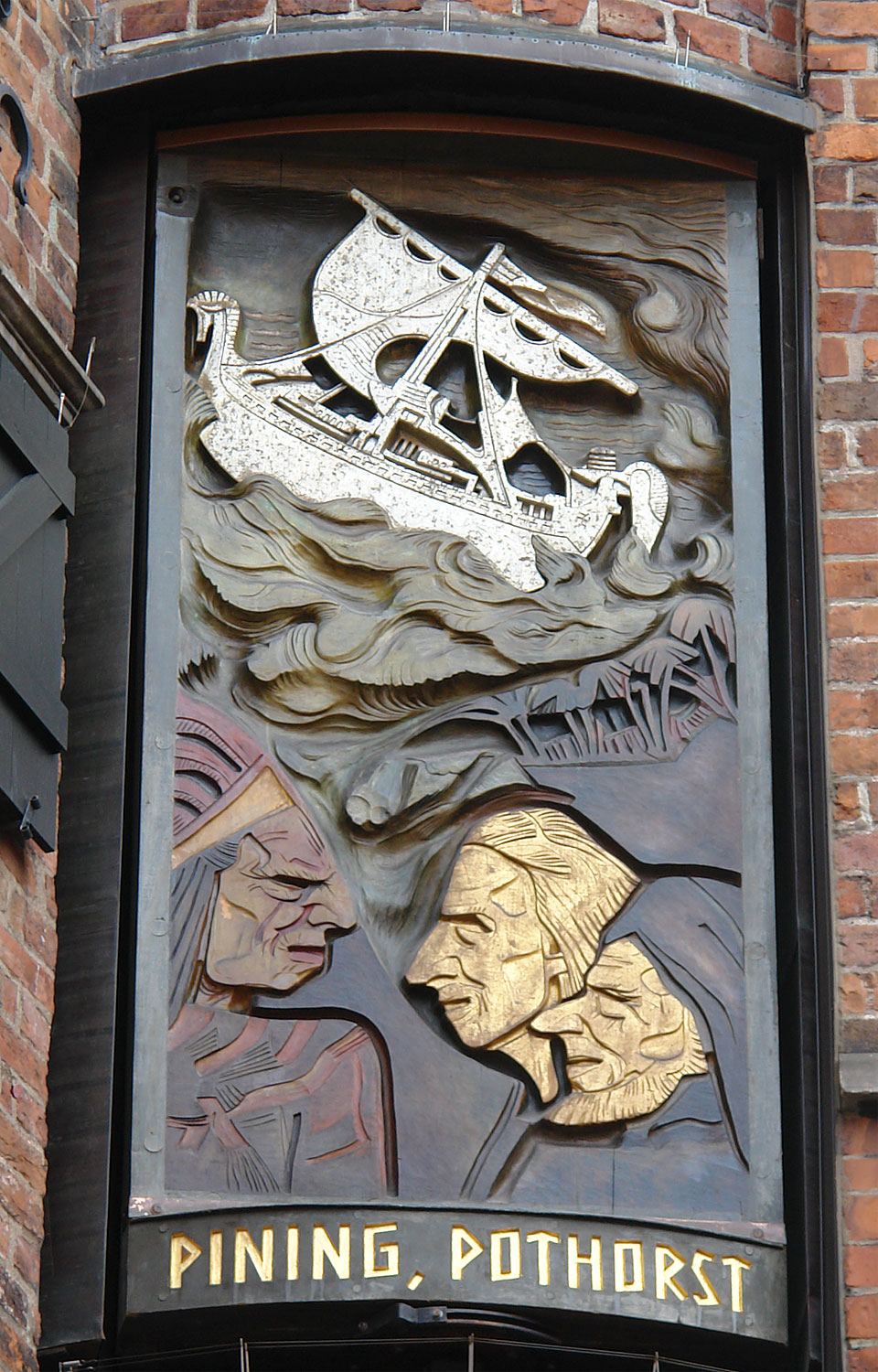
Pining, Pothorst
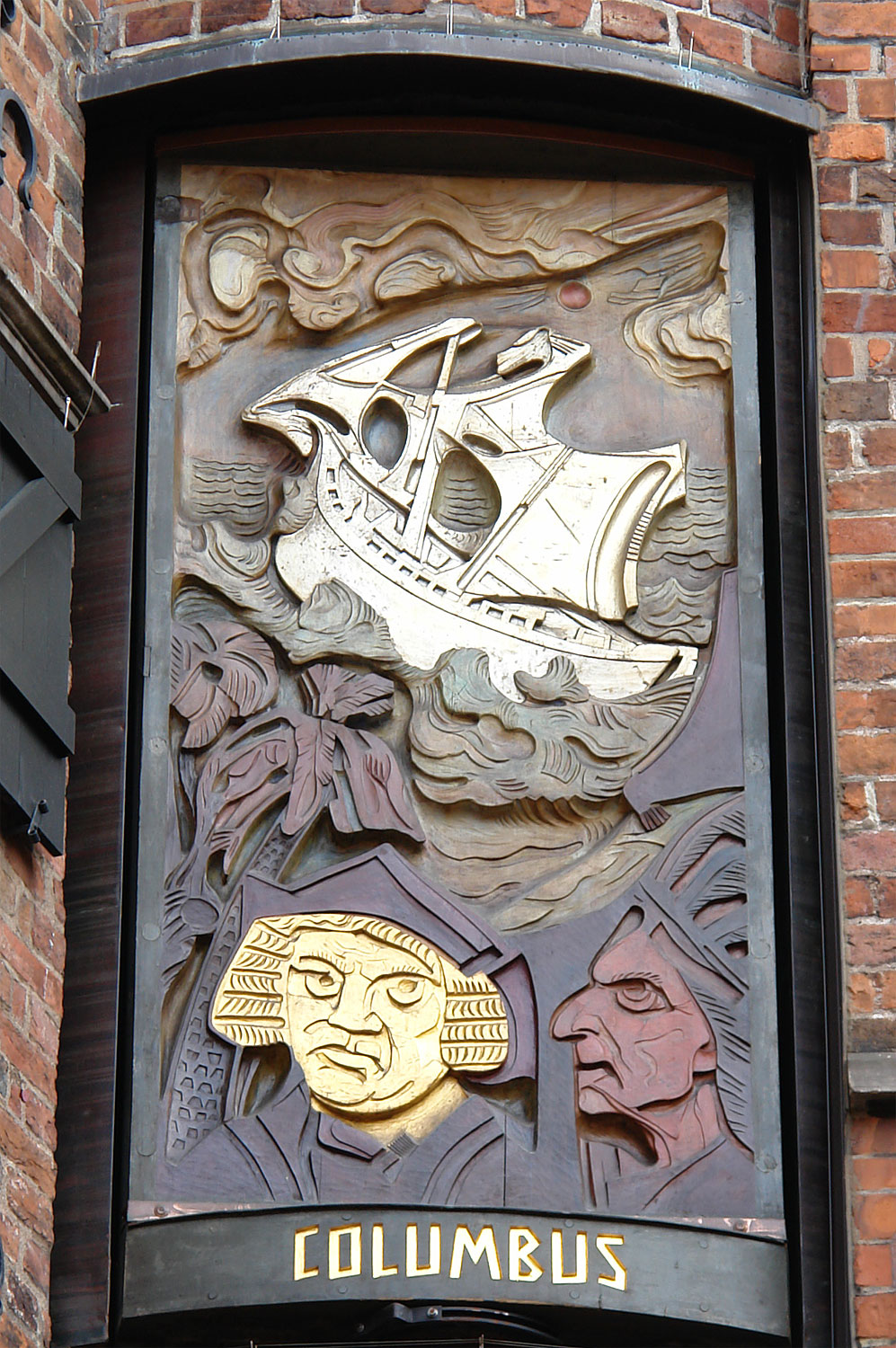
Colombo
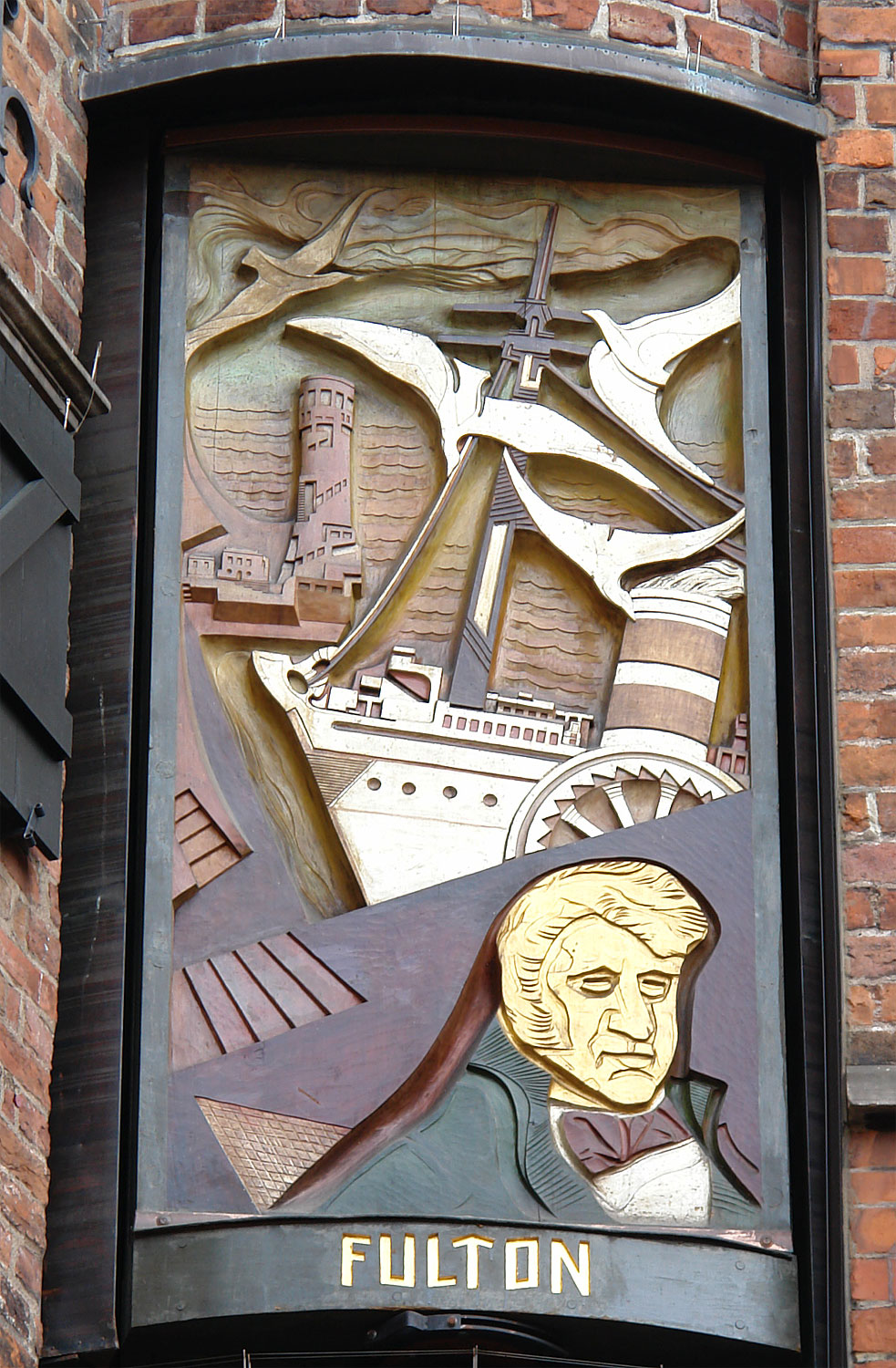
Fulton
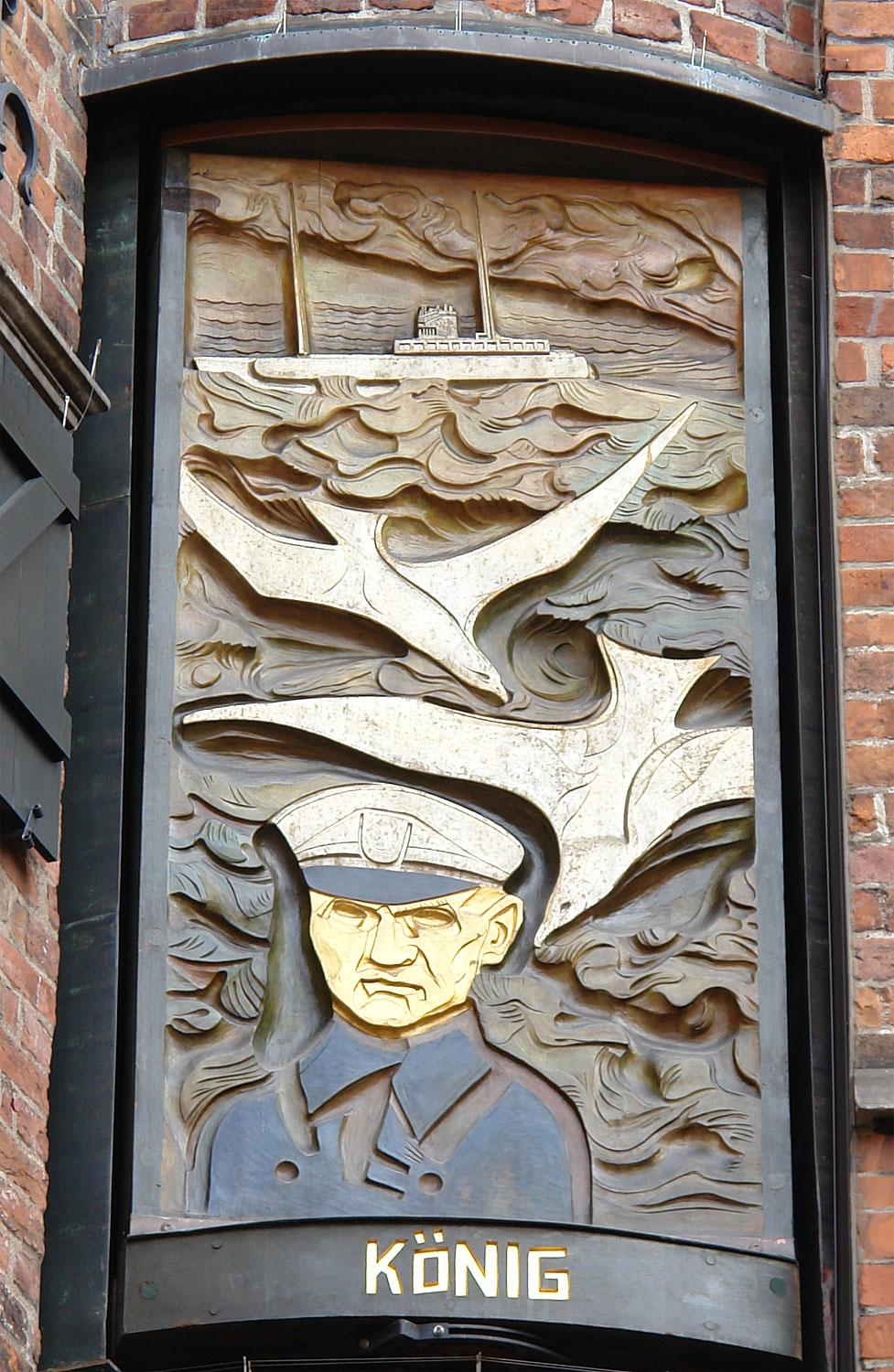
König
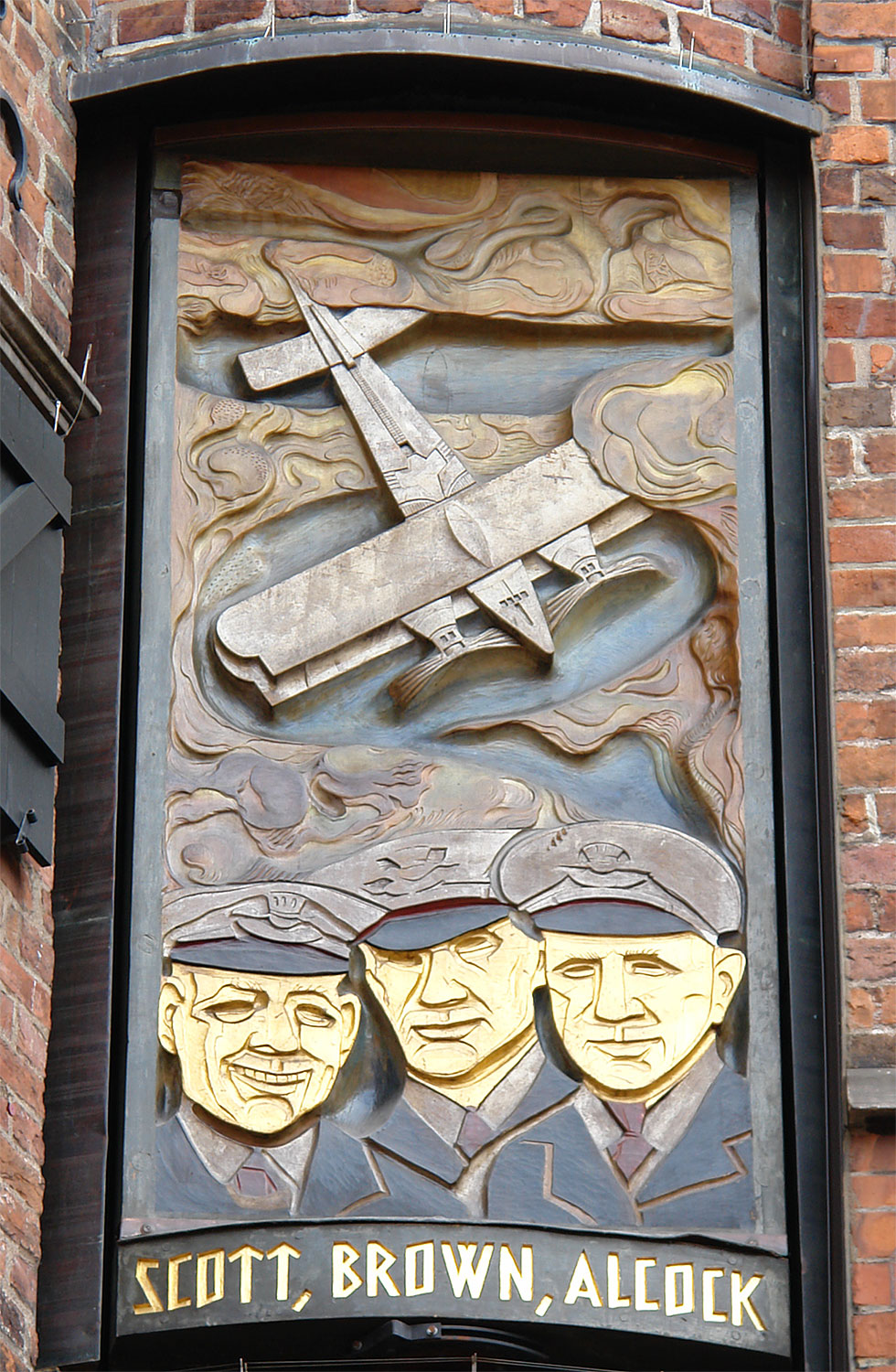
Scott, Brown, Alcock
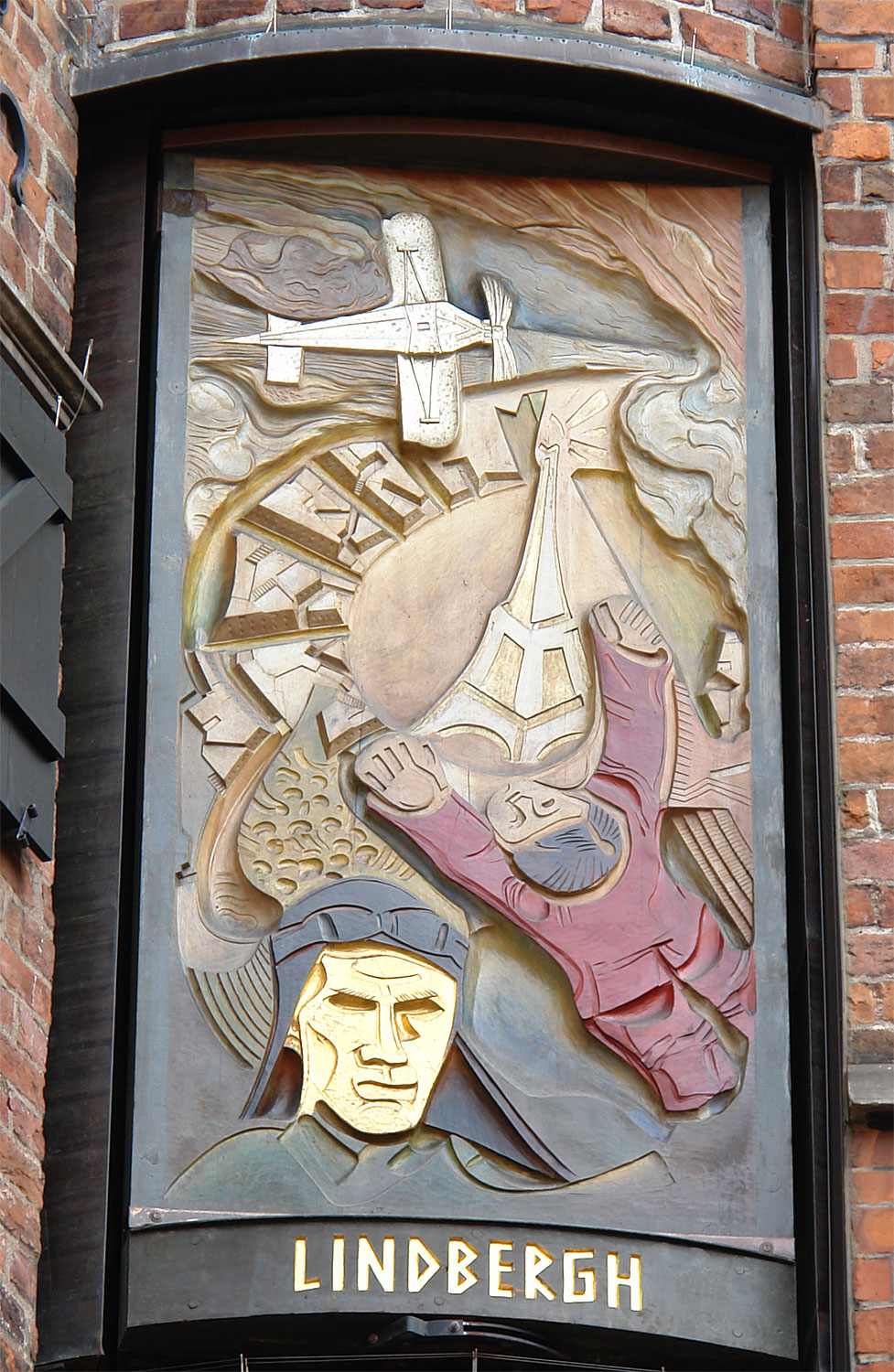
Lindbergh
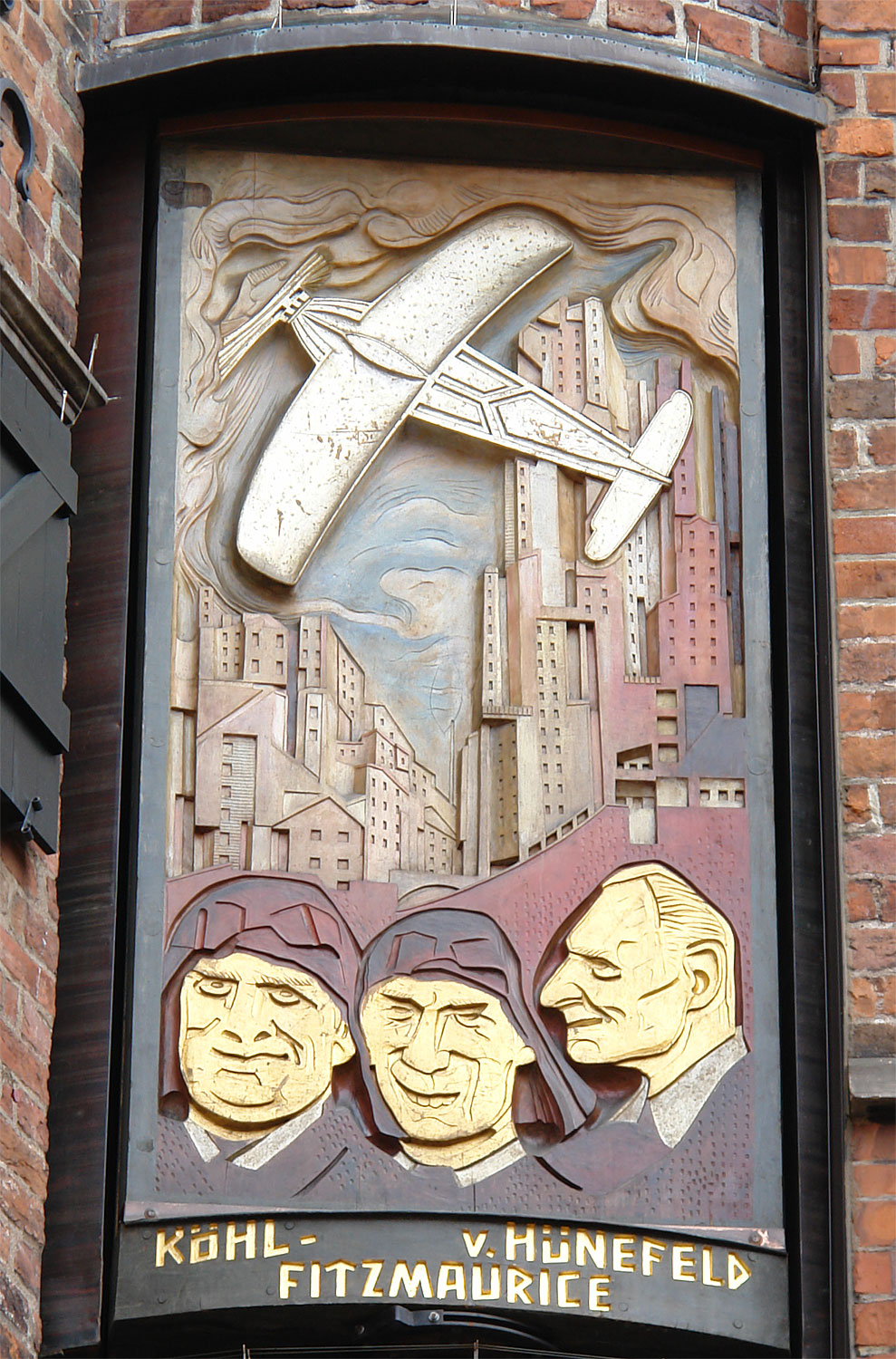
Köhl, Fitzmaurice, Hünefeldt
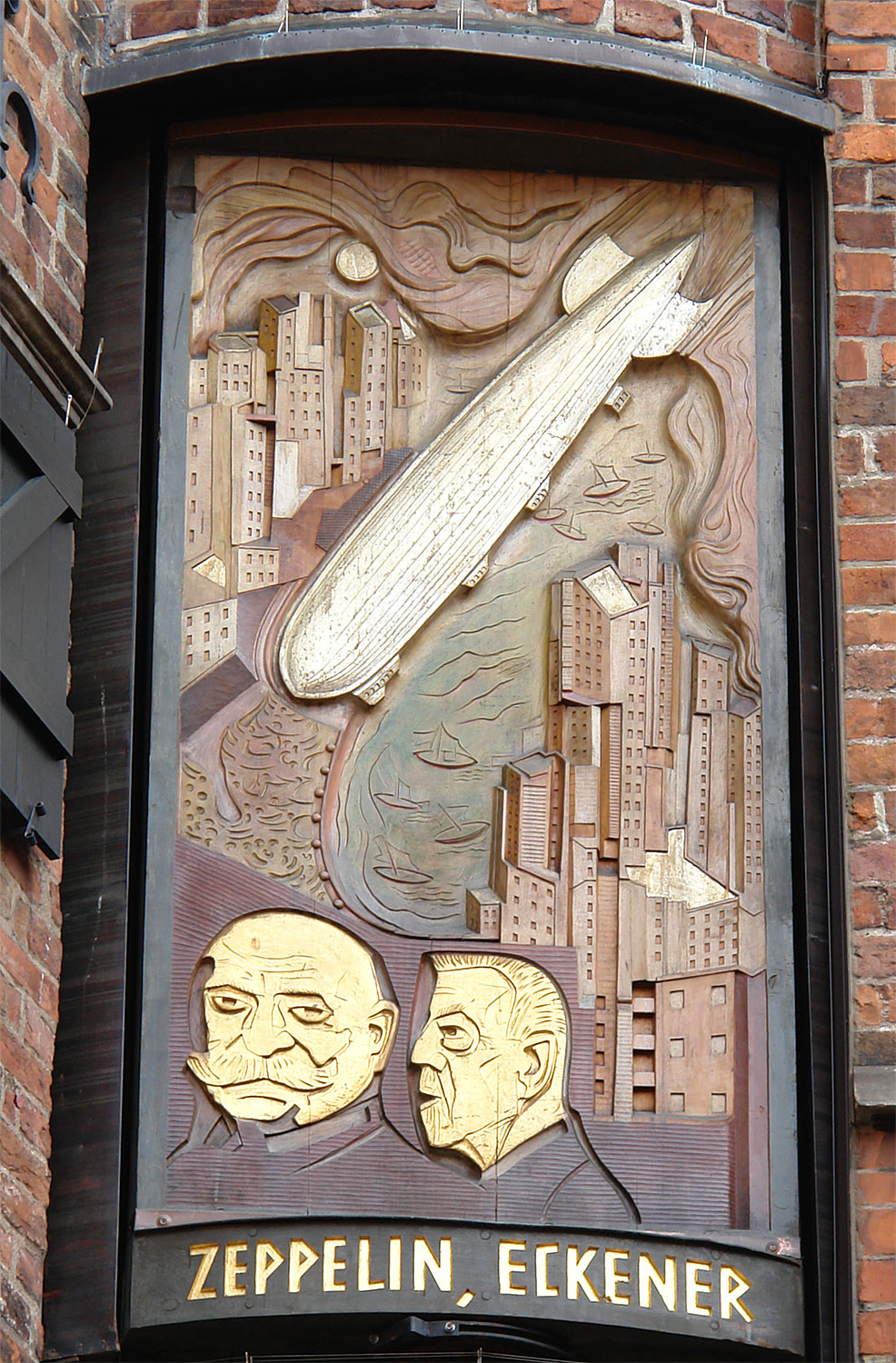
Zeppelin, Eckener
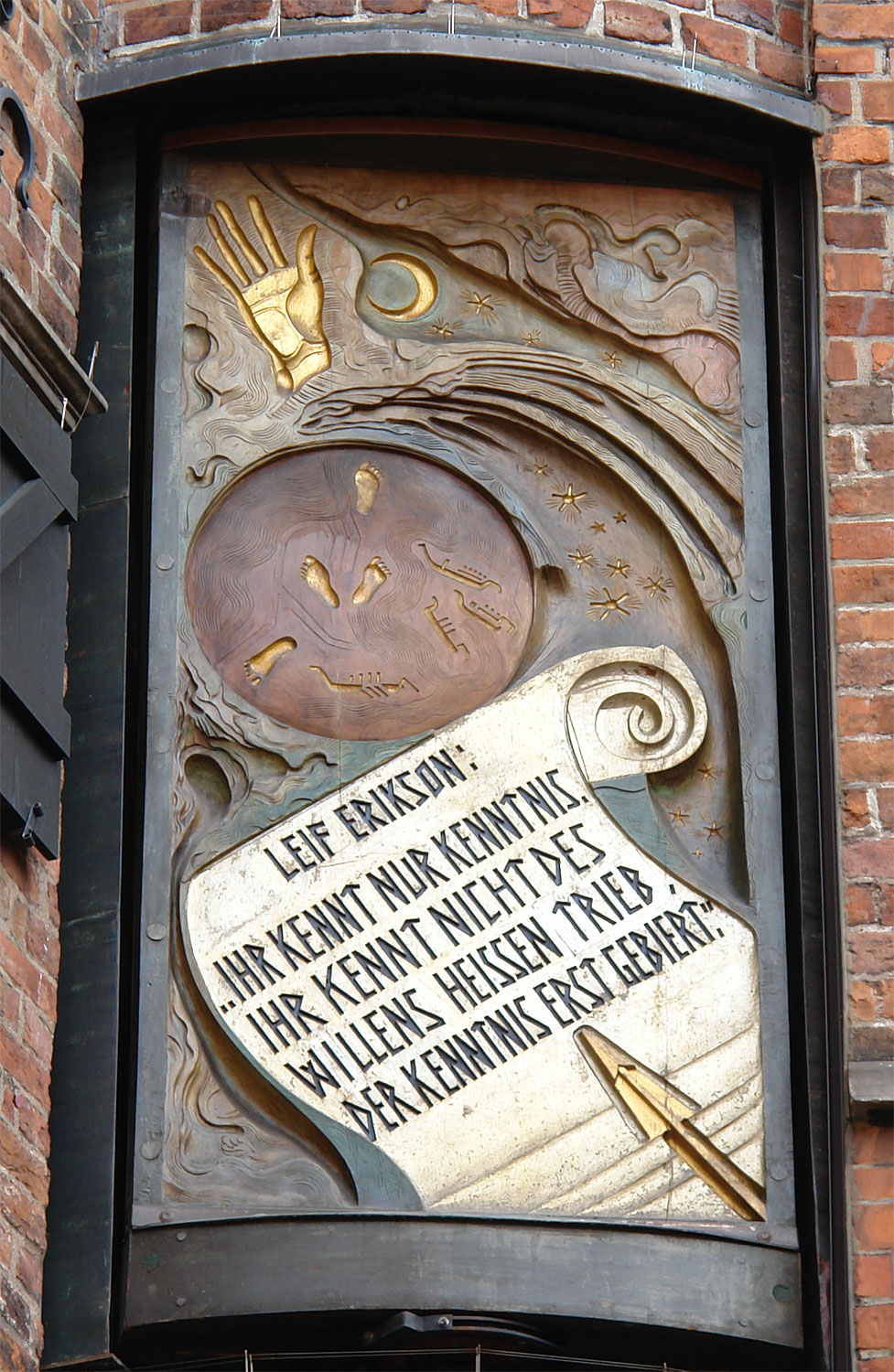
Terra, Luna, stelle